# Костянтин Ангел
Костянтин Ангел (*Κωνσταντῖνος Ἄγγελος, бл. 1093 — бл. 1166) — державний та військовий діяч Візантійської імперії.

## Життєпис
Походив з місцевої знаті з Філадельфії (Алашехір). Народився близько 1093 року. Незабаром перебрався до Константинополя. Розпочав службу у війську. Зумів відзначитися, завдяки чому імператор Іоанн II у 1122 році видав за нього свою сестру Феодору. Завдяки цьому зробив швидку кар'єру. Після укладання шлюбу отримав титул себастогипертата, який створено спеціально для Ангела.
Брав участь у військових походах імператора Іоанна II, а потім наступного — Мануїла I. У 1147 році брав участь у Влахернському синоді, за рішенням якого Косму II було позбавлено посади Константинопольського патріарха. У 1149 році був учасником походу до Далмації. Після захоплення фортеці Разон став її очільником.
У 1154 році було підпорядковано мегадуксу Олексію Бриєннію Комніну для вторгнення на південь Італії та Сицилії. Втім, Костянтин Ангел вирішив самостійно відзначитися. Без дозволу імператора з частиною візантійського флоту пішов до Сицилії. Неподалік від Сиракуз зазнав поразки від сицилійського флоту, потрапивши в полон. Перебував в ув'язненні в Палермо до 1158 року, коли було укладено мирний договір.
У 1166 році за наказом імператора зміцнив міста Белград, Ніш, Бранчево, Земнун перед можливою війною з Угорщиною. Подальша доля невідома.

## Родина
Дружина — Феодора, донька візантійського імператора Олексія I.
Діти:
- Іоанн Дука (1125/1127 — бл. 1200)
- Марія (1128/1130—д/н), дружина Костянтина Каміца
- Олексій (1131/1132—д/н)
- Андронік (1133 — бл. 1180/1183), батько імператорів Ісаака II і Олексія III
- Євдокія (1134—д/н), дружина Василя Цикандела Гудела
- Зоя (1135—д/н), дружина Андроніка Синадена
- Ісаак (1137—д/н)